# Edmonson (Texas)
Edmonson è un centro abitato degli Stati Uniti d'America situato nella contea di Hale dello Stato del Texas.
La popolazione era di 111 persone al censimento del 2010.

## Geografia fisica
Edmonson è situata a 34°16′54″N 101°54′04″W (34.281695, -101.900998).
Secondo lo United States Census Bureau, ha un'area totale di 0,4 miglia quadrate (1,0 km²).

## Società

### Evoluzione demografica
Secondo il censimento del 2000, c'erano 123 persone, 37 nuclei familiari e 34 famiglie residenti nella città. La densità di popolazione era di 283,4 persone per miglio quadrato (110,4/km²). C'erano 43 unità abitative a una densità media di 99,1 per miglio quadrato (38,6/km²). La composizione etnica della città era formata dall'85,37% di bianchi, il 14,63% di altre razze. Ispanici o latinos di qualunque razza erano il 49,59% della popolazione.
C'erano 37 nuclei familiari di cui il 48,6% aveva figli di età inferiore ai 18 anni, l'81,1% aveva coppie sposate conviventi, il 2,7% aveva un capofamiglia femmina senza marito, e l'8,1% erano non-famiglie. Il 8,1% di tutti i nuclei familiari erano individuali e l'8,1% aveva componenti con un'età di 65 anni o più che vivevano da soli. Il numero di componenti medio di un nucleo familiare era di 3,32 e quello di una famiglia era di 3,50.
La popolazione era composta dal 34,1% di persone sotto i 18 anni, il 9,8% di persone dai 18 ai 24 anni, il 25,2% di persone dai 25 ai 44 anni, il 17,9% di persone dai 45 ai 64 anni, e il 13,0% di persone di 65 anni o più. L'età media era di 30 anni. Per ogni 100 femmine c'erano 105,0 maschi. Per ogni 100 femmine dai 18 anni in giù, c'erano 102,5 maschi.
Il reddito medio di un nucleo familiare era di 31.250 dollari, e quello di una famiglia era di 29.583 dollari. I maschi avevano un reddito medio di 21.389 dollari contro i 9.773 dollari delle femmine. Il reddito pro capite era di 9.857 dollari. C'erano il 6,3% delle famiglie e il 13,7% della popolazione che vivevano sotto la soglia di povertà, incluso il 17,9% di persone sotto i 18 anni e il 16,7% di persone sopra i 64 anni.